# Konijnenberg (Vosselaar)
De Konijnenberg van Vosselaar is een sikkelduin van donkergele zavel midden in de dorpskern. De Konijnenberg en de groene omgeving, een geheel van 18 hectare, is beschermd als landschap. Het hoogste punt ligt op 36,33 meter hoogte boven de zeespiegel. Het is de hoogste landduin van de Antwerpse Kempen. De Konijnenberg heeft een lengte van 700 meter en een breedte tussen de 70 tot 120 meter.